# 白木沢桂
白木沢 桂（しらきざわ かつら、1931年（昭和6年）3月27日 - 2008年（平成20年）10月4日）は、日本の政治家。岩手県大船渡市長（2期）。岩手県議会議員（2期）。

## 来歴
岩手県出身。明治大学政経学部卒。1975年から岩手県議を2期務め、1986年、大船渡市長に当選した。市長を2期務めたが、1994年の選挙で元大船渡市議の甘竹勝郎に敗れた。2008年に死去した。